# Campeonato Baiano 1905
In 1905 werd het eerste Campeonato Baiano gespeeld voor voetbalclubs uit de Braziliaanse staat Bahia. De competitie werd gespeeld van 9 april tot 10 september.  Internacional werd kampioen. 

## Wedstrijden
| Data         | Thuisploeg    | Uitslag | Uitploeg      |
| ------------ | ------------- | ------- | ------------- |
| 9 april      | Internacional | 3 – 1   | Vitória       |
| 16 april     | Internacional | 2 – 0   | São Salvador  |
| 30 april     | Vitória       | 4 – 0   | Bahiano       |
| 7 mei        | São Salvador  | 3 – 0   | Bahiano       |
| 21 mei       | São Salvador  | 4 – 2   | Vitória       |
| 11 juni      | Internacional | 3 – 1   | Bahiano       |
| 17 juli      | Vitória       | 0 – 1   | São Salvador  |
| 23 juli      | Bahiano       | 0 – 3   | Internacional |
| 30 juli      | Bahiano       | 0 – 2   | São Salvador  |
| 20 augustus  | Bahiano       | 0 – 3   | Vitória       |
| 27 augustus  | São Salvador  | 1 – 2   | Internacional |
| 10 september | Vitória       | 0 – 1   | Internacional |

## Eindstand
| Plaats | Club          | Wed. | W | G | V | Saldo | Ptn. |
| ------ | ------------- | ---- | - | - | - | ----- | ---- |
| 1.     | Internacional | 6    | 6 | 0 | 0 | 14:3  | 12   |
| 2.     | São Salvador  | 6    | 4 | 0 | 2 | 11:6  | 8    |
| 3.     | Vitória       | 6    | 2 | 0 | 4 | 10:9  | 4    |
| 4.     | Bahiano       | 6    | 0 | 0 | 6 | 1:18  | 0    |

|  | Kampioen |

## Kampioen
| Campeonato Baiano de 1905 |
| ------------------------- |
| INTERNACIONAL 1º Titel    |